# Brent Rushlaw
Brent Donald Rushlaw (* 16. September 1951 in Saranac Lake, New York) ist ein ehemaliger US-amerikanischer Bobsportler.
Rushlaw nahm erstmals 1976 an Olympischen Winterspielen teil. Im Zweierbob mit John Proctor erreichte er in Innsbruck den 19. Platz. Ein Jahr später wurde er US-amerikanischer Meister im Zweierbob. Bei der Bob-Weltmeisterschaft 1978 belegte er im Zweierbob Rang zehn. Bei seinen zweiten Olympischen Winterspielen 1980 in Lake Placid war er erneut im Zweierbob aktiv. Mit seinem Kollegen Joe Tyler belegte er den sechsten Platz. Vier Jahre später, 1984 in Sarajevo wurde Rushlaw 15. im Zweierbob, zusammen mit James Tyler. Im Viererbob mit Ed Card, James Tyler und Frank Hansen erreichte er den 16. Platz. 1988 nahm er zum vierten Mal an Olympischen Winterspielen teil. In Calgary trat er im Zweier- und Viererbob an. Den Wettkampf im Zweierbob mit seinem Kollegen Mike Aljoe brach er nach dem dritten Lauf ab. Im Viererbob verpasste die Mannschaft mit Hal Hoye, Mike Wasko und Bill White das Podest um 0,02 Sekunden und wurde Vierter.
Nach dem Ende seiner aktiven Karriere arbeitete Rushlaw als Koch in Saranac Lake.